# Ramiz Jafarov
Ramiz Subhan oglu Jafarov (en azerí: Ramiz Sübhan oğlu Cəfərov; Kiev, 10 de diciembre de 1974 – Shusha, 5 de noviembre de 2020) fue un militar de Azerbaiyán, teniente coronel de las Fuerzas Especiales de la República de Azerbaiyán, Héroe de la Guerra Patria.

## Biografía
Ramiz Jafarov nació el 10 de diciembre de 1974 en Kiev. En 1981-1989 estudió en la escuela No. 11 en Sumqayit y en 1989-1992 en el Liceo Militar en nombre de Jamshid Nakhchivanski. En 1992-1996 estudió en la Escuela de Aviación de Riazán. Habló bien ruso, inglés y alemán.
Inició su carrera militar en 1992. Fue teniente coronel de las Fuerzas Especiales de Azerbaiyán. Participó en la Guerra de los Cuatro Días y la Guerra del Alto Karabaj en 2020. 
Ramiz Jafarov cayó mártir en la batalla de Shusha el 5 de noviembre de 2020. Fue enterrado en el Segundo Callejón de Honor en Bakú. El 9 de diciembre de 2020, por la orden del Presidente de Azerbaiyán, fue galardonado póstumamente con la Medalla de Héroe de la Guerra Patria.

## Premios y títulos
- Medalla "Centenario del ejército azerbaiyano"
- Medalla de Héroe de la Guerra Patria (2020)[2]
- Orden “Por la Patria” (2020)[3]
- Medalla Por la liberación de Jabrayil (2020)[4]
- Medalla Por la liberación de Shusha (2020)[5]